# 800ディグリーズナポリタンピッツェリア
800ディグリーズナポリタンピッツェリア（英: 800 DEGREES nepolitan pizzeria）は、2012年にアメリカのロサンゼルスで開業したピザレストラン。
この店のピザは、約40種以上の具材からトッピングを選んで、華氏800度に保たれた薪窯で焼く。
現在はアメリカ合衆国に8店、日本に2店、ドバイに6店、カタールに1店ある。